# The Miracle Woman
The Miracle Woman (La mujer milagro, 1931) es una película de la Columbia Pictures sobre una predicadora (Barbara Stanwyck, en un papel inspirado en Aimee Semple McPherson) y el ciego enamorado de ella (David Manners). Dirigida por Frank Capra, es la segunda de sus cinco colaboraciones con Barbara Stanwyck. Está basada en la obra de John Meehan y Robert Riskin Bless You, Sister.

## Argumento
Florence Fallon (Barbara Stanwyck) está furiosa cuando a su padre, pastor de la iglesia durante muchos años, lo despiden para dar paso a un hombre más joven. Le dice a la congregación lo que ella piensa de su ingratitud. Su discurso, amargo y apasionado, impresiona a Bob Hornsby (Sam Hardy), y este le convence para ser una falsa predicadora, pidiendo donaciones y estafando a crédulos. Acaba teniendo seguidores por todo el país. Entonces conoce al ciego John Carson (David Manners), se enamora y toda la farsa se viene abajo.

## Reparto
- Barbara Stanwyck - Florence Fallon
- David Manners - John Carson
- Sam Hardy - Bob Hornsby
- Beryl Mercer - Mrs. Higgins
- Russell Hopton - Bill Welford
- Charles Middleton - Simpson
- Eddie Boland - Collins
- Thelma Hill - Gussie